# Ingrid Wacker
Pour les articles homonymes, voir Wacker.
Ingrid Wacker (née avant 1932, morte le 4 août 2009 à Hambourg) est une monteuse allemande.

## Biographie
Ingrid Wacker a exercé son activité dans plus de trente longs métrages, téléfilms et séries télévisées populaires entre les années 1950 et 1970. Elle est cofondatrice et membre honoraire du Bundesverband Filmschnitt Editor depuis 1998.

## Filmographie

### Cinéma
- 1954 : Boulevard des plaisirs (de) de Wolfgang Liebeneiner
- 1955 : Wie werde ich Filmstar? (de) de Theo Lingen
- 1955 : Ein Herz bleibt allein (de) (ou Mein Leopold) de Géza von Bolváry
- 1955 : Ja, ja, die Liebe in Tirol (de) de Géza von Bolváry
- 1956 : Schwarzwaldmelodie de Géza von Bolváry
- 1956 : Was die Schwalbe sang (de) de Géza von Bolváry
- 1956 : Das Donkosakenlied (de) de Géza von Bolváry
- 1957 : Der schräge Otto de Géza von Cziffra
- 1957 : Ça barde (de) de Géza von Cziffra
- 1957 : Hoch droben auf dem Berg (de) de Géza von Bolváry
- 1957 : Schön ist die Welt (de) de Géza von Bolváry
- 1957 : Fille interdite (Frauenarzt Dr Bertram) de Werner Klingler
- 1957 : Les Jolies jambes de Dolores (de) de Géza von Cziffra
- 1958 : L'Étau d'Eugen York
- 1958 : Schwarzwälder Kirsch de Géza von Bolváry
- 1958 : La Muselière (en) de Wolfgang Staudte
- 1958 : Der eiserne Gustav (de) de George Hurdalek
- 1959 : Peter décroche la timbale de Géza von Cziffra
- 1959 : Natürlich die Autofahrer (de) d'Erich Engels
- 1959 : Liebe verboten – Heiraten erlaubt (de) de Kurt Meisel
- 1959 : Bezaubernde Arabella d'Axel von Ambesser
- 1960 : Ein Student ging vorbei de Werner Klingler
- 1960 : Himmel, Amor und Zwirn de Ulrich Erfurth
- 1960 : La Main rouge de Kurt Meisel
- 1960 : Wir wollen niemals auseinandergehn (de) de Harald Reinl
- 1961 : Blond muß man sein auf Capri (de) de Wolfgang Schleif
- 1968 : Wegen Reichtum geschlossen (de) de Hans Hutter

### Télévision
- 1965 : Gestatten, mein Name ist Cox (de) (série télévisée)
- 1965 : Heinz Erhardt Festival - Der Fachmann (série télévisée)
- 1965 : Hinter diesen Mauern
- 1969–1970 : Les Cavaliers de la route (série télévisée)
- 1975 : Lehmanns Erzählungen
- 1975 : Schließfach 763

## Crédit d'auteurs
- (de) Cet article est partiellement ou en totalité issu de l’article de Wikipédia en allemand intitulé « Ingrid Wacker » (voir la liste des auteurs).